# Aroldo
Az Aroldo Giuseppe Verdi egyik négyfelvonásos operája. Szövegkönyvét Francesco Maria Piave írta egy korábbi opera, a Stiffelio átdolgozásával. Ősbemutatójára 1857. augusztus 16-án került sor Riminiben, a Teatro Nuovoban. Egyike Verdi legritkábban játszott műveinek.

## Szereplők
| Szerep                                     | Hangfekvés   |
| ------------------------------------------ | ------------ |
| Aroldo,szász lovag                         | tenor        |
| Mina,felesége                              | szoprán      |
| Egberto, Mina apja                         | bariton      |
| Godvino, kalandor, Egberto vendége         | tenor        |
| Briano, remete                             | basszus      |
| Enrico, Mina unokatestvére                 | tenor        |
| Elena, Mina unokatestvére                  | mezzoszoprán |
| Lovagok, szolgálók, udvarhölgyek, vadászok |              |

## Cselekménye
Helyszín: Skócia és Anglia
Idő: 1200 körül
Aroldo hazatér a keresztesháborúból, felesége Mina, azonban nem várta hűségesen és egy Godvino nevű kalandor szerelmese lett. De már ráunt és mindent be akar vallani férjének. Mina apja, az öreg Egberto megfogadja, hogy megszabadítja lányát a kényelmetlen szeretőtől. Godvino éjszaka, a temetőben, az anyja sírjánál imádkozó Minát szerelmével ostromolja, de megjelenik Egberto, majd Aroldo is és kis híján összecsapásra kerül sor, csak a remete Briano békítő szavaira állnak el a párbajtól. Aroldo sejti az asszony hűtlenségét és válást javasol, amit Mina elutasít. Briano meggyőzi Aroldót, Egbertót és Minát, hogy hagyjanak maguk mögött mindent és remeteként vezekeljenek bűneikért. Külön-külön indulnak útra és hosszú ideig élnek egymástól távol. Egy vad vihar alkalmával azonban Aroldo ismét találkozik Minával, aki bocsánatért esedezik. A férfi megbocsát és együtt indulnak vissza régi otthonukba.

## Híres áriák, kórusművek
- Ah, dagli scanni eteri – Mina áriája (második felvonás)